# تامبا (هيوغو)
مدينة تامبا (بالإنجليزية: Tamba)‏ هي أحد المدن التابعة لمحافظة هيوغو. تأسست رسميًا في 01/11/2004. ويقدر عدد سكانها بـ 69233 نسمة حسب تقدير مكتب الإحصاء الياباني لعام 2012. تبلغ مساحة تامبا 493.28 كم2. بكثافة سكانية تبلغ 140 نسمة/كم2.

## معرض صور

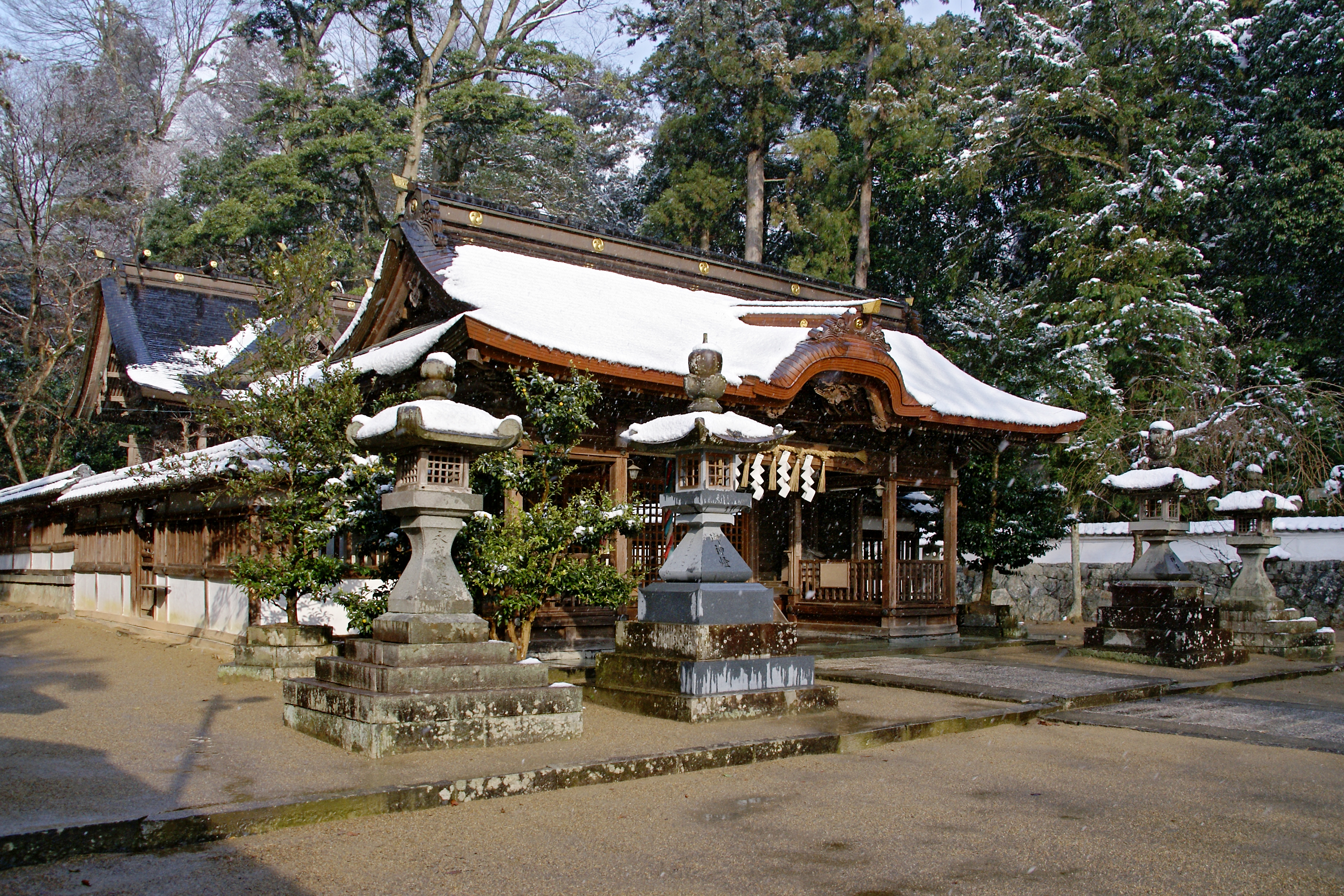
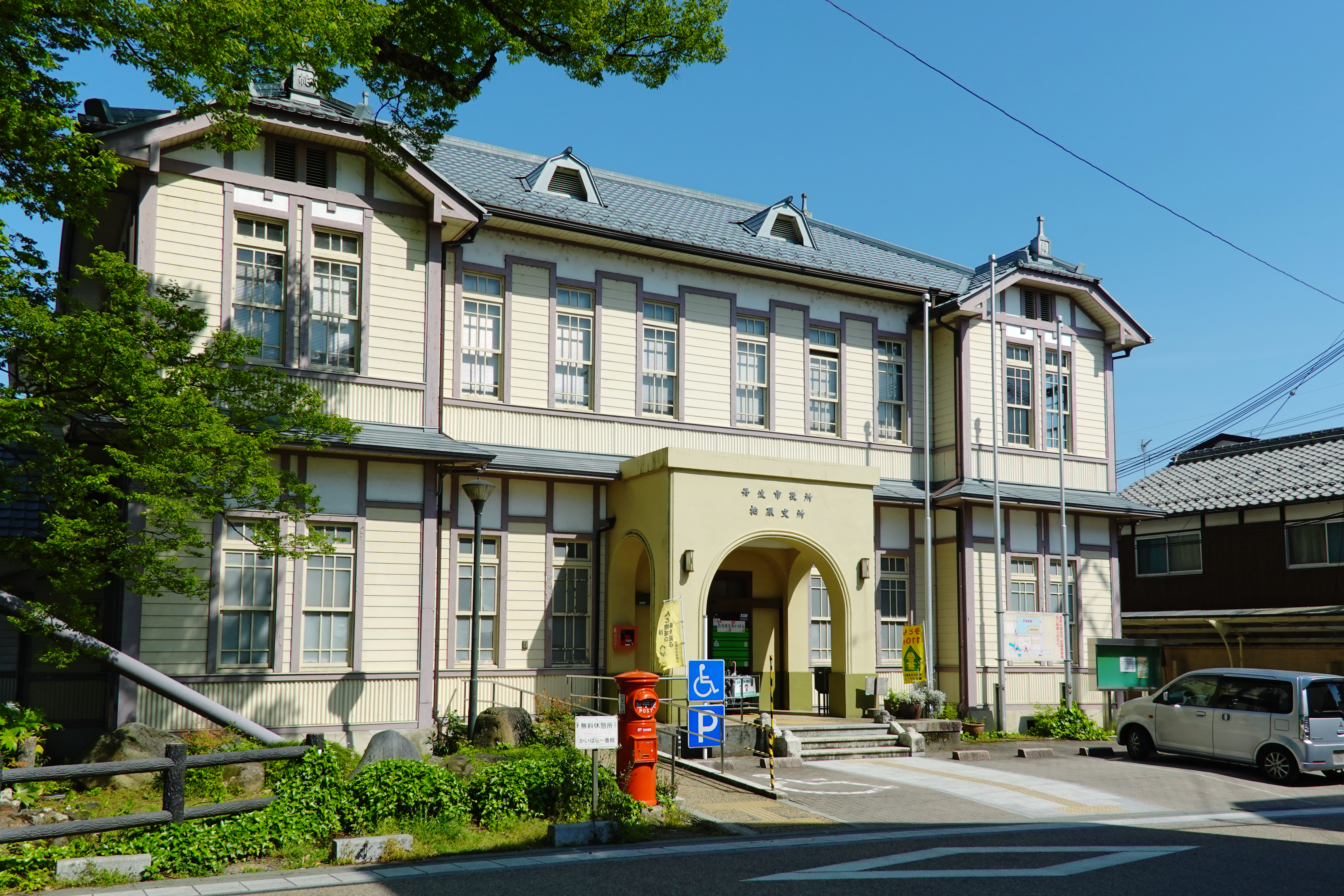
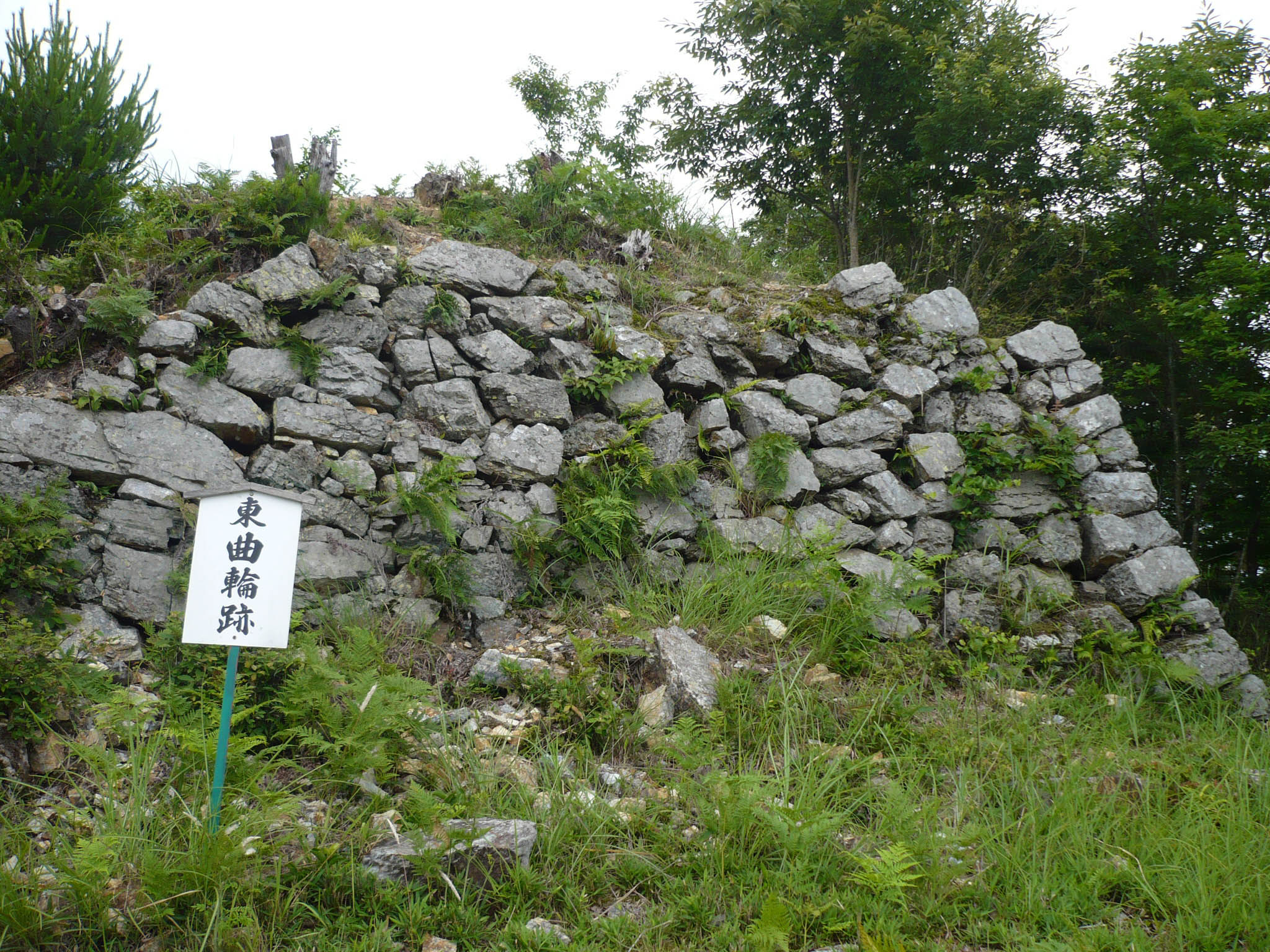